# سفارة النمسا في روسيا
سفارة النمسا في روسيا هي أرفع تمثيل دبلوماسي لدولة النمسا لدى روسيا. تقع السفارة في موسكو وهي تهدف لتعزيز المصالح النمساوية في روسيا.

## وصلات خارجية
- قائمة سفارات النمسا
- قائمة السفارات في روسيا